# Kawasaki P-2J
Kawasaki P-2J (tên ban đầu P2V-Kai) là một máy bay tuần duyên và chống tàu ngầm được phát triển cho Lực lượng Phòng vệ Biển Nhật Bản. Phiên bản động cơ turboprop là P-2 Neptune, chiếc P-2 được phát triển như là giải pháp thay cho việc phải mua máy bay lớn và mắc tiền hơn là chiếc P-3 Orion trong thập niên 1980 

## Thiết kế và phát triển
Chiếc P-2J (tên ban đầu là P2V-Kai, với chữ "Kai" (改) có nghĩa là tùy chỉnh, biến đổi) là phiên bản tối tân của Neptune được chế tạo. Dự án P-2J được bắt đầu vào năm 1961. Chiếc P-2J đầu tiên, được chuyển đổi từ chiếc P2V-7 (P-2H), thực hiện chuyến bay đầu tiên vào ngày 21 tháng 7 năm 1966, và sau đó 82 chiếc P-2J được bàn giao vào tháng 3 năm 1979.
Động cơ gốc Wright của Lockheed P-2 được thay thế bằng động cơ turboprop 2,125 kW (2,850 HP) Ishikawajima-Harima T64-IHI-10, gồm 3 cán quạt thay vì bốn cánh của model cũ của P-2. Ishikawajima-Harima J3-IHI-7C tăng lực đẩy, sinh ra lực đẩy 13.7 kN (3,085 lbf), giúp cho P-2J đạt được vận tốc tối đa 650 km/h (400 mph).

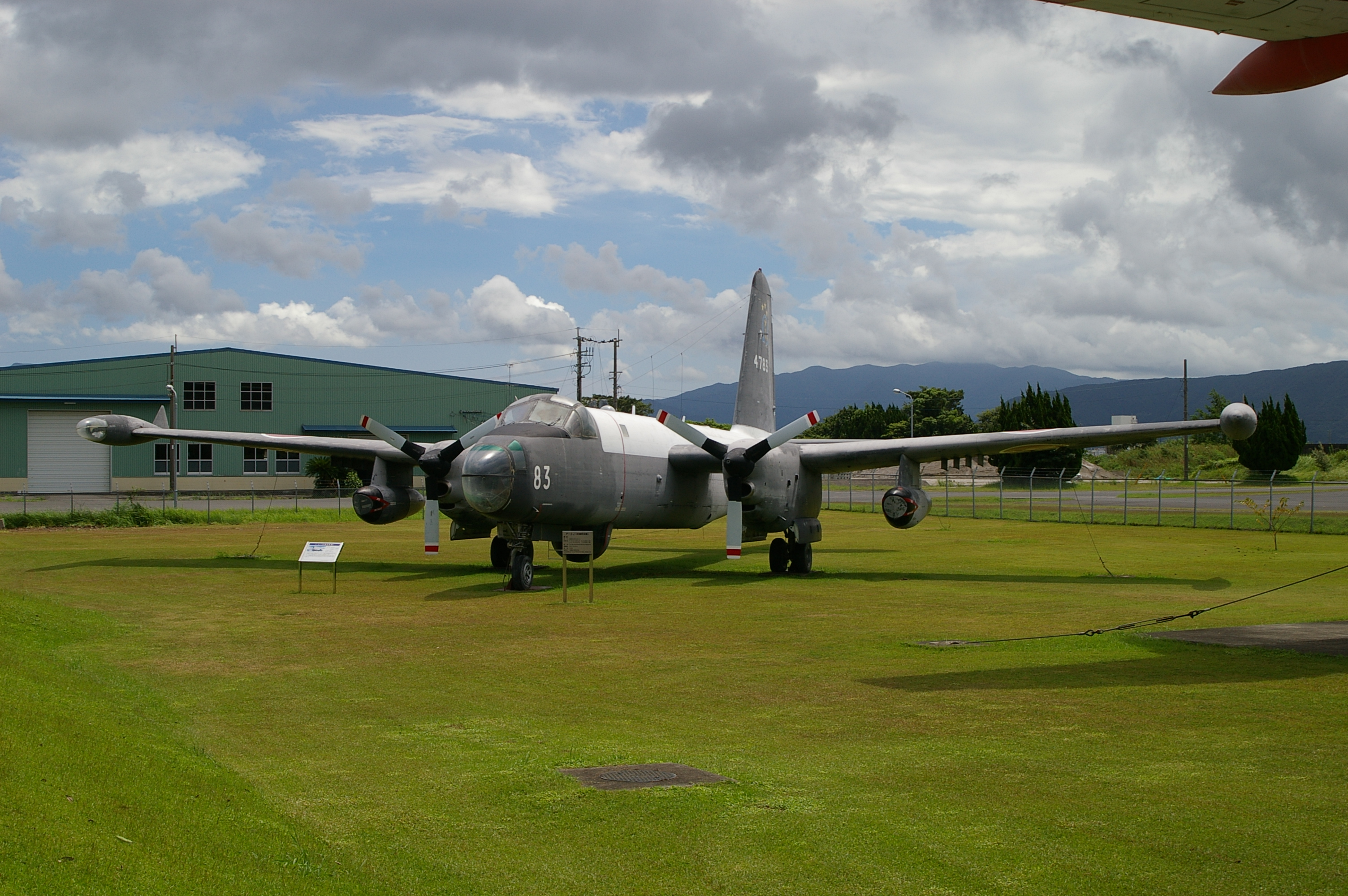
A P-2J (note the twin-wheel main gear) displayed at Căn cứ Không quân Kanoya

P-2J hoạt động với phi hành đoàn gồm 12 người. Thùng nhiên liệu được mở rộng 4 foot 3 inch (1,30 m), với bề mặt đuôi tăng kích cỡ và hình dạng được tùy chỉnh. Radar truy tìm AN/APS-80 được tích hợp một radome nhỏ hơn. Hệ thống điện tử hàng không tân tiến được cài đặt, và các hệ thống tùy chỉnh cho các phiên bản Neptune. Các hệ thống điện tử giúp tăng lượng nhiên liệu. Hệ thống lái chính P-2J có hai bánh lái lớn hơn các phiên bản trước.

## Lịch sử hoạt động
Máy bay P-2J bị loại biên vào thập niên 1980 nhường chỗ cho chiếc P-3C Orion, để thay thế cho chiếc Neptune trong vai trò tuần duyên. Phi đội tuần duyên hiện tại bao gồm các chiếc Orion vào năm 1993, nhưng máy bay P-2J vẫn có vai trò do thám và hỗ trợ.

## Biến thể

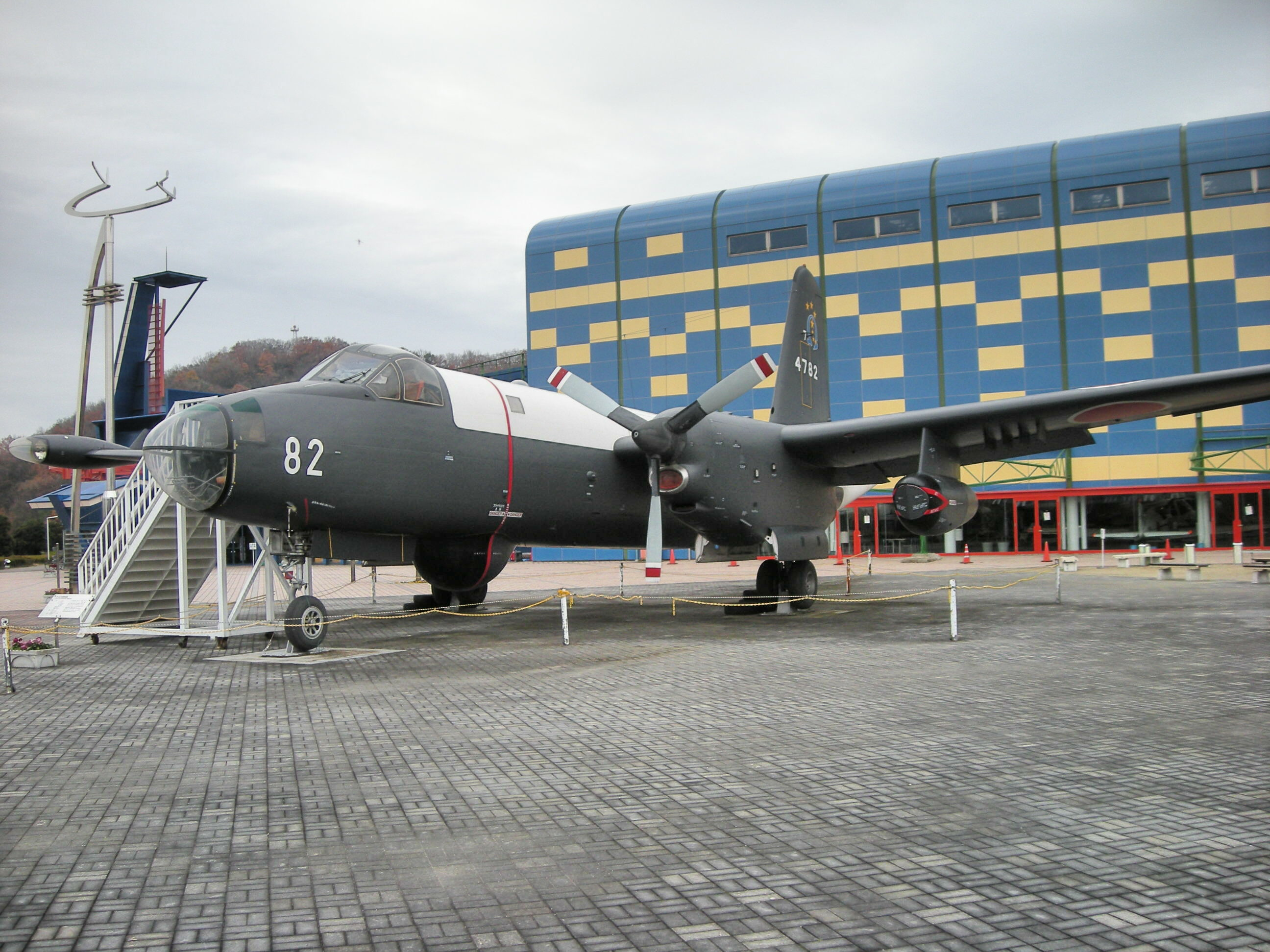
A P-2J at the Kakamigahara Aerospace Science Museum

P-2Jban đầu có tên là P2V-Kai
T64 turboprop engines, IHI J3 engine pods, improved ASW/ECM gear, APS-80 search radar standard, increased fuel capacity, various other improvements; một converted from a P-2H, and 82 new-builds.
EP-2JP-2J chuyển đổi cho vai trò thu thập tình báo điện tử. Có tất cả 2 chiếc.
UP-2JP-2J converted for drone support, target towing and test purposes. Four converted.

## Operators
Nhật Bản
- Japan Maritime Self Defense Force

## Specifications (P-2J)
Dữ liệu lấy từ Combat Aircraft since 1945
Đặc tính tổng quan
- Kíp lái: 10-12
- Chiều dài: 29,23 m (95 ft 11 in)
- Sải cánh: 30,87 m (101 ft 3 in)
- Chiều cao: 8,93 m (29 ft 4 in)
- Diện tích cánh: 92,9 m2 (1.000 foot vuông)
- Kết cấu dạng cánh: root: NACA 2419 mod.; tip: NACA 4410.5[5]
- Trọng lượng rỗng: 19.278 kg (42.501 lb)
- Trọng lượng cất cánh tối đa: 34.020 kg (75.001 lb)
- Động cơ: 2 × Ishikawajima-Harima T64-IHI-10 turboprop engines, 2.125 kW (2.850 hp) mỗi chiếc
- Động cơ: 2 × Ishikawajima-Harima J3-IHI-7C turbojet engines, 13,7 kN (3.100 lbf) thrust  mỗi chiếc (boosters for take-off and combat)
- Cánh quạt: 3-lá constant-speed fully-feathering reversible-pitch propellers

Hiệu suất bay
- Vận tốc cực đại: 650 km/h (404 mph; 351 kn)
- Tầm bay chuyển sân: 4.445 km (2.762 mi; 2.400 nmi)
- Trần bay: 9.150 m (30.020 ft)
- Vận tốc lên cao: 9,133 m/s (1.797,8 ft/min)

Vũ khí trang bị

- Rocket: 16 x 5 in rockets under the wings
- Bom: 3,629 kg (8,00 lb) including free-fall bombs, depth charges, and torpedoes